# Neaenus luteosignatus
Neaenus luteosignatus is een halfvleugelig insect uit de familie Aphrophoridae. De wetenschappelijke naam van deze soort is voor het eerst geldig gepubliceerd in 1910 door Valdes Ragues.